# Pazifische Lachse
Die Pazifischen Lachse (Oncorhynchus) sind eine im Pazifikraum (Ostasien und westliches Nordamerika) verbreitete Gattung der Familie der Lachsfische (Salmonidae). Der Name der Gattung leitet sich vom Griechischen onkos (Haken) und rhynchos (Nase) ab.
Die Arten der Gattung sind entweder reine Süßwasserfische oder Wanderfische, die nach ihrer Geburt in Flüssen und Bächen in das Meer ziehen und dort ein oder mehrere Jahre verbringen. Zum Laichen ziehen die wandernden Arten wieder in ihre Geburtsgewässer, sterben aber im Gegensatz zu den Mitgliedern der Gattung Salmo nach dem Ablaichen.
Pazifische Lachse sind als Speisefische sehr bedeutend für die Fischerei und werden in Konserven oder geräuchert exportiert. Einige Arten sind in anderen Teilen der Welt eingebürgert worden, die Regenbogenforelle, der Buckellachs, der Ketalachs und der Silberlachs auch in Europa.

## Arten
- Goldforelle (Oncorhynchus aguabonita (Jordan, 1892))
- Apacheforelle (Oncorhynchus apache (Miller, 1972))
- Oncorhynchus chrysogaster (Needham & Gard, 1964)
- Cutthroat-Forelle (Oncorhynchus clarkii (Richardson, 1836))
- Oncorhynchus gilae (Miller, 1950)
- Buckellachs (Oncorhynchus gorbuscha (Walbaum, 1792))
- Oncorhynchus iwame Kimura & Nakamura, 1961
- Kunimasu (Oncorhynchus kawamurae) Jordan & McGregor, 1925
- Ketalachs (Oncorhynchus keta (Walbaum, 1792))
- Silberlachs (Oncorhynchus kisutch (Walbaum, 1792))
- Masu-Lachs (Oncorhynchus masou (Brevoort, 1856))
- Regenbogenforelle (Oncorhynchus mykiss (Walbaum, 1792))
- Rotlachs (Oncorhynchus nerka (Walbaum, 1792))
- Biwa-Forelle (Oncorhynchus rhodurus Jordan & McGregor, 1925)
- Königslachs (Oncorhynchus tshawytscha (Walbaum, 1792))